# 11063 Poynting
11063 Poynting eller 1991 VC6 är en asteroid i huvudbältet som upptäcktes den 2 november 1991 av den belgiske astronomen Eric W. Elst vid La Silla-observatoriet. Den är uppkallad efter den brittiske fysikern John Henry Poynting.
Asteroiden har en diameter på ungefär 12 kilometer.